# Kupellonura capensis
Kupellonura capensis är en kräftdjursart som först beskrevs av Brian Frederick Kensley 1975.  Kupellonura capensis ingår i släktet Kupellonura och familjen Hyssuridae. Inga underarter finns listade i Catalogue of Life.